# 541565 Gucklerkaroly
541565 Gucklerkaroly este o planetă minoră (asteroid) din centura de asteroizi. A fost descoperită pe 26 august 2011 la Piszkéstetői Obszervatórium⁠(d) de  și a fost numită după Guckler Károly⁠(d). 
Obiectul prezintă o orbită caracterizată de o semiaxă mare de 2,4408123932603 UAi, o excentricitate de 0,15334908124626, o înclinație de 5,3619173005034 ° în raport cu ecliptica.